# Schuldenuhr

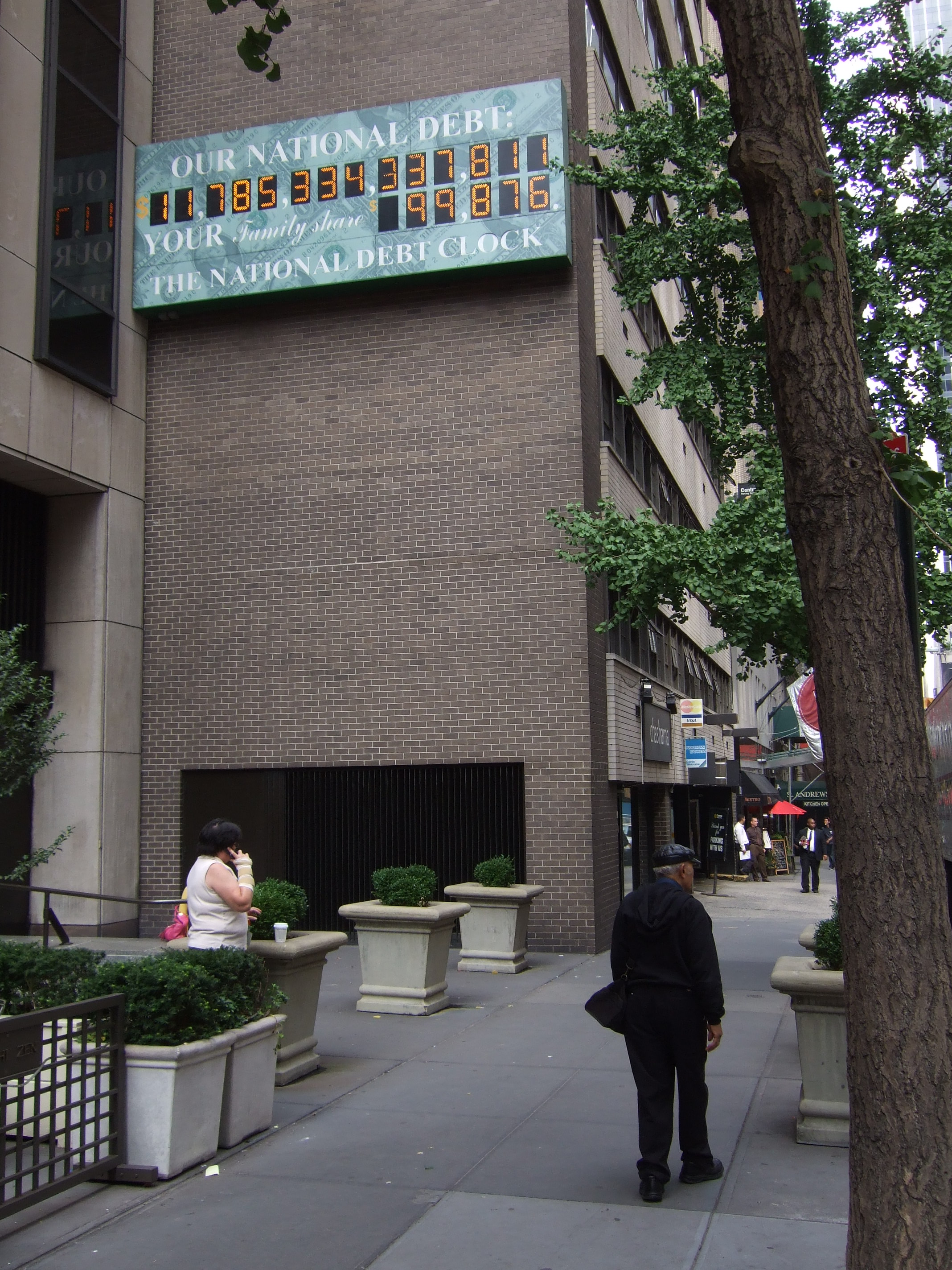
The National Debt Clock in New York (Stand: 15. September 2009), Vorbild für alle anderen Projekte dieser Art

Eine Schuldenuhr ist ein öffentlicher Zähler, der die aktuelle Staatsverschuldung einer öffentlichen Gebietskörperschaft (üblicherweise eines Staates) schätzt und durch sekundenweise Aktualisierung das Fortschreiten derselben visualisiert. Wegen des spiegelbildlichen Zusammenhanges von Verbindlichkeiten und Forderungen gibt es inzwischen auch Vermögensuhren, die das private und staatliche Vermögen visualisieren.

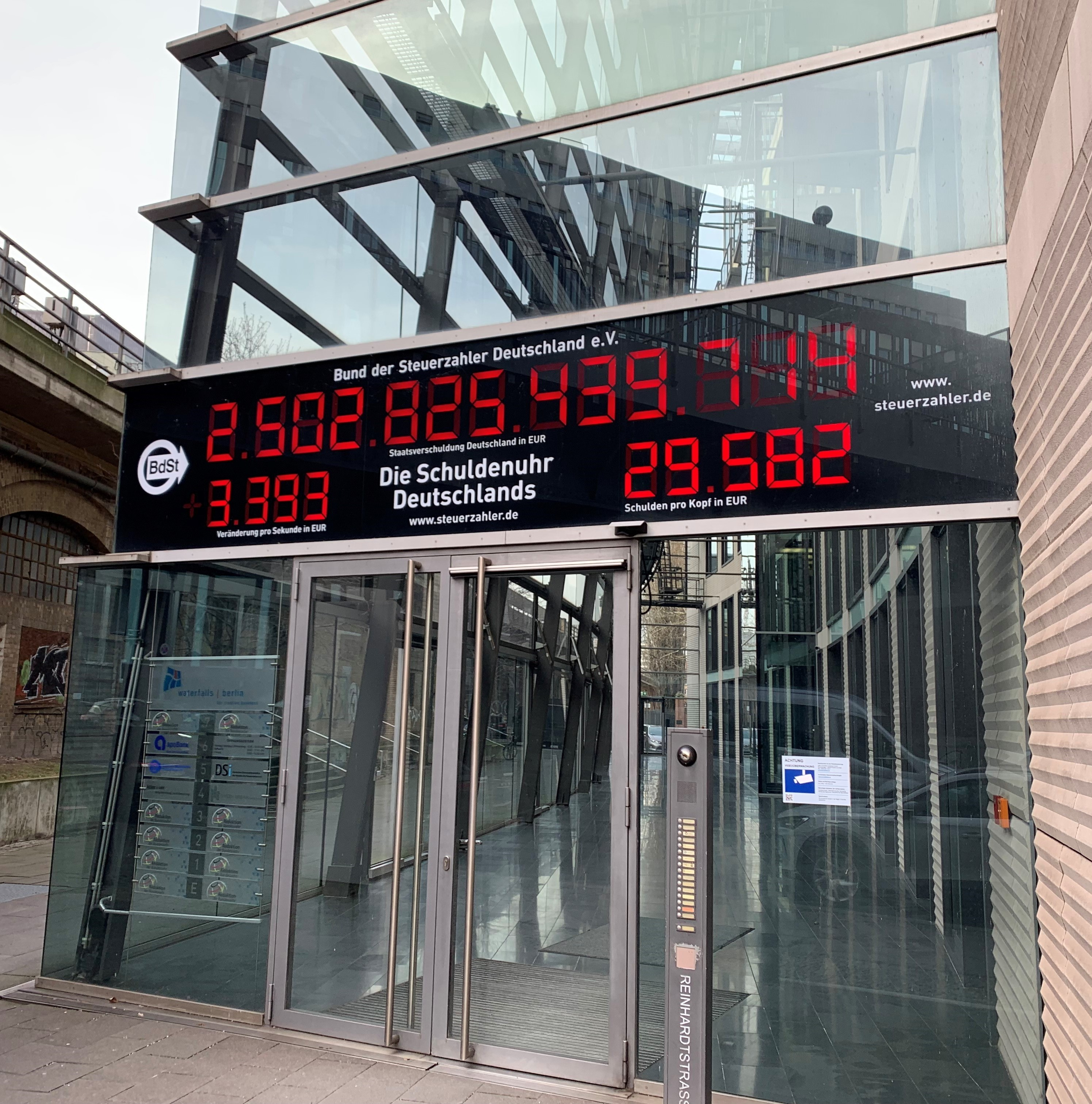
Die Schuldenuhr der Interessenvereinigung Bund der Steuerzahler Deutschland (Jan. 2024)

## Bekannte Schuldenuhren
Die erste Schuldenuhr wurde 1989 in New York City an der Kreuzung von 42nd Street und Avenue of the Americas auf Initiative des Immobilienhändlers Seymour Durst installiert. Als im September 2008 die Staatsverschuldung der USA 14-stellig wurde, reichte die vorgesehene Anzahl der Stellen nicht aus, und es musste das Dollarzeichen in der ersten Position durch die Ziffer 1 ersetzt werden.
Eine deutsche Schuldenuhr befindet sich seit dem 16. Juni 2004 am Eingang der Zentrale der Interessenvereinigung Bund der Steuerzahler Deutschland in Berlin (⊙) sowie im Internet auf der Webseite vom Bund der Steuerzahler (www.steuerzahler.de). Neben der vom Verein prognostizierten Staatsverschuldung Deutschlands wird auch die Zunahme pro Sekunde angezeigt. Diese Werte werden vom Verein geschätzt, indem zur Staatsverschuldung des vergangenen Jahres eine geschätzte voraussichtliche Kreditaufnahme für das laufende Jahr addiert wird. Die Staatsschuldenquote wird nicht angezeigt. Die Schuldenuhr vermittelte Mitte der 2010er Jahre den Eindruck, dass die Staatsverschuldung von Deutschland steigt, obwohl sie seit dem Jahr 2012 sowohl relativ, wie auch absolut sank. Zum Beispiel betrugen 2013 die deutschen Staatsschulden 77,5 Prozent des Bruttoinlandsprodukts, erreichten 2017 dagegen nur noch 66 Prozent.

## Kritik
Die fehlende Gegenüberstellung der wachsenden Vermögen zu den steigenden Schulden wird kritisiert. Der Chefvolkswirt der UNCTAD, Heiner Flassbeck, kritisierte im Februar 2007 die Einseitigkeit und plakative Wirkung der Schuldenuhr. Er regte an, eine Uhr mit der Anzeige der privaten Vermögen und deren Zuwachs daneben zu stellen, damit die Schulden vor dem Hintergrund der vorhandenen Vermögenswerte bewertet werden können. Inzwischen wurden bereits Vermögens- oder Reichtumsuhren in verschiedenen Varianten veröffentlicht, so z. B. am Gewerkschaftshaus in Frankfurt.